# Ben Hamer
Pour les articles homonymes, voir Hamer.
Ben Hamer, né le 20 novembre 1987 à Chard, est un footballeur anglais qui évolue au poste de gardien de but.

## Carrière
Le 1er août 2011 il rejoint le Charlton Athletic.
Le 1er juillet 2014, il s'engage pour 4 ans au Leicester City Football Club. Le 10 août 2015 il est prêté à Bristol City.
Le 1er juin 2018, il signe pour 3 ans à Huddersfield Town. 
Le 8 août 2019, il est prêté à Derby County .
Le 19 juillet 2022, il rejoint Watford.

## Palmarès

### En club
- Brentford FC
  - Champion d'Angleterre de D4 en 2009.

- Charlton Athletic
  - Champion d'Angleterre de D3 en 2012.

### Distinction personnelle
- Membre de l'équipe-type de D3 anglaise en 2012.